# Wibrator do betonu
Wibrator do betonu – urządzenie służące do zagęszczania mieszanki betonowej. Poprzez wibracje powoduje wyparcie z niej pęcherzyków powietrza. Zapobiega to powstawaniu w związanym betonie nadmiernej ilości porów oraz przestrzeni nie wypełnionych mieszanką betonową tzw. "raków". Zbyt intensywne wibrowanie mieszanki betonowej może prowadzić do segregacji składników (mleczko cementowe wypływa na wierzch natomiast kruszywo osiada na dnie). Zarówno zbyt intensywne jak i niedostateczne zawibrowanie mieszanki prowadzi do utraty wytrzymałości betonu.

## Podział wibratorów
- zewnętrzne
- wgłębne
  - mechaniczne
  - częstotliwościowe
  - pneumatyczne

## Wibratory zewnętrzne, przyczepne, elektrowibratory
Wibratory te mocowane są np. do szalunku lub stołu wibracyjnego, do którego przymocowana jest forma, w której wykonuje się drobne elementy betonowe.
Wibrator taki zbudowany jest z silnika elektrycznego jedno- lub trójfazowego na wale, do którego przymocowane są masy niewyważone.
Wibratory bezwładnościowe (silnikowe) zwane także jako elektrowibratory, służą również do napędzania szerokiej gamy przenośników, podajników i przesiewaczy wibracyjnych. Pracujące w parze o przeciwbieżnych obrotach, wytwarzają liniowy wektor siły wymuszającej (w przenośnikach, podajnikach oraz podajnikach odsiewających), pojedyncze wytwarzają kołowy wektor siły wymuszającej (głównie w przesiewaczach).

## Wibratory wgłębne (buławowe), pogrążalne
Wibracja betonu następuje poprzez zanurzenie buławy w głąb betonu. Przyjmuje się, że obszar skutecznie zagęszczanego betonu jest równy 15 średnicom buławy. Wibratorów takich używa się najczęściej do wibrowania ścian i słupów. Potoczna nazwa tego typu wibratorów do zagęszczania mieszanki betonowej w języku niemiecki, to Schürhaken, natomiast w języku angielskim pocker.

### Wibratory mechaniczne
składają się z:
- napędu – najczęściej elektryczny na napięcie 230 V, czasem 115 V, spotyka się również napędy spalinowe. Napęd pracuje z prędkością rzędu 18.000 obr./min
- buławy – element bezpośrednio zanurzany w betonie. Wibracje wywoływane są poprzez mimośrodowy element wewnątrz buławy. Najczęściej używane średnice buław to 35 do 50 mm.
- wałek giętki (wąż) – element przekazujący ruch obrotowy z napędu do buławy. Najczęściej używane długości węży to 3 do 4 m.

### Wibratory częstotliwościowe
składają się z:
- przetwornicy częstotliwości – najczęściej elektrycznej na napięcie 400 V, czasem 230 V, spotyka się również przetwornice spalinowe. Przetwornica zmienia napięcie wejściowe na napięcie bezpieczne 42 V poprzez zmianę częstotliwości z 50 Hz na 200 Hz.
- buławy – element bezpośrednio zanurzany w betonie. Buława jest podłączana do przetwornicy za pomocą kabla zasilającego. Wibracje wywoływane są bezpośrednio przez obroty silnika elektrycznego umieszczonego w buławie, połączonego z  mimośrodowym elementem wewnątrz buławy. Najczęściej używane średnice buław to 35 do 60 mm.

### Wibratory pneumatyczne
składają się z:
- buławy – wibracje wywoływane są poprzez element mimośrodowy osadzony wewnątrz buławy. Mimośród jest poruszany sprężonym powietrzem
- węża – wąż transportujący powietrze pomiędzy sprężarką a buławą
- napędu – napędem jest dowolna sprężarka o odpowiedniej wydajności zależnej od średnicy buławy

| Typ / Średnica buławy (mm) | 25,0 | 26,0 | 28,0 | 29,0 | 30,0 | 31,0 | 35,0 | 36,0 | 38,0 | 39,0 | 40,0 | 45,0 | 47,0 | 48,0 | 49,0 | 50,0 | 55,0 | 56,0 | 58,0 | 59,0 | 60,0 | 63,0 | 65,0 | 67,0 | 68,0 | 75,0 | 77,0 | 80,0 | 87,0 | 90,0 | 108,0 | 155,0 |
| -------------------------- | ---- | ---- | ---- | ---- | ---- | ---- | ---- | ---- | ---- | ---- | ---- | ---- | ---- | ---- | ---- | ---- | ---- | ---- | ---- | ---- | ---- | ---- | ---- | ---- | ---- | ---- | ---- | ---- | ---- | ---- | ----- | ----- |
| elektryczne                |      |      | X    |      |      | X    |      | X    |      |      | X    |      |      | X    |      | X    |      | X    | X    |      | X    |      | X    |      | X    |      |      | X    |      | X    |       |       |
| mechaniczne                | X    |      |      | X    | X    |      | X    |      | X    | X    |      | X    |      | X    | X    | X    | X    |      |      | X    |      | X    |      |      |      | X    |      |      |      |      |       |       |
| pneumatyczne               |      | X    |      |      |      |      |      | X    |      |      |      |      | X    |      |      |      |      | X    |      |      |      |      |      | X    |      |      | X    |      | X    |      | X     | X     |